# تپه دوستک
تپه دوستک مربوط به هزاره سوم قبل از میلاد - هزاره اول قبل از میلاد - سدهٔ ۶ تا ۸ ه.ق است و در شهرستان اشنویه، بخش مرکزی، دهستان دشت بیل، روستای دوستک واقع شده و این اثر در تاریخ ۲۸ شهریور ۱۳۸۶ با شمارهٔ ثبت ۱۹۵۸۸ به‌عنوان یکی از آثار ملی ایران به ثبت رسیده است.